# Observatório do Vaticano
O Observatório do Vaticano (também conhecido como Specola Vaticana) é um instituto de pesquisa astronômico que depende diretamente da Santa Sé. É um dos institutos mais antigos do mundo.

## História
Foi fundado pelo Papa Gregório XIII, em 1572, por recomendação do Concílio de Trento, que também recomendara uma nova reforma no calendário. Sua localização inicial era a Torre dos Ventos, no Palácio do Vaticano. Foi a partir das observações dos astrônomos Chistovam Clauvius e Aloisius Lillios que foram verificados erros no calendário juliano e pavimentado o caminho para o calendário gregoriano. Inicialmente matemáticos e astrônomos jesuítas trabalhavam no instituto e posteriormente, integrantes de outras ordens religiosas, como os barnabitas, os agostinianos e oratorianos. Atualmente a responsabilidade do observatório compete à Companhia de Jesus.
Durante muito tempo o Observatório foi obscurecido pelos Observatório do Palácio do Colégio Romano e o Observatório do Capitólio, ambos localizados em Roma e sob a responsabilidade do Papa.
Em 1889, o Papa Leão XIII refundou o observatório, e o colocou nos jardins atrás da Basílica de São Pedro.
Em 1939 o Papa Pio XI decidiu transladá-lo para Castel Gandolfo, a residência de verão do Papa, onde pode abrigar instrumentos mais modernos e ser criado um departamento de astrofísica para estudo da estrutura e evolução da Via Láctea.
Em 2009 decidiu-se transladar o observatório para a cidade vizinha de Albano, por causa do crescente número de visitantes, que afetam o local de repouso do Papa. Entretanto, serão mantidos pontos de observação em Castel Gandolfo.
O Observatório abriga uma biblioteca com 22 mil títulos, entre eles livros antigos e raros, como obras de Galileu Galilei, Nicolau Copérnico, Isaac Newton, Johannes Kepler e outros cientistas famosos. Possui também uma relevante coleção de meteoritos.
Um segundo grupo de pesquisa, o Grupo de Pesquisa do Observatório do Vaticano, foi fundado em 1981 em Tucson, em colaboração com a Universidade do Arizona. Em 1993, foi concluída a construção do "Telescópio de Tecnologia Avançada do Vaticano", no Monte Graham, no deserto do Arizona, considerado um dos melhores locais de visibilidade astronômica. As principais atividades do Observatório são realizadas por este grupo.
As linhas de pesquisa científica incluem fotometria e espectroscopia sobre aglomerados estelares; estudo da distribuição espacial das estrelas de diferentes tipos espectrais; órbitas de estrelas duplas; produção de atlas de espectro de interesse astrofísico, entre outras.

## Ligações Externas
- Página do Observatório do Vaticano
- Observatório do Vaticano
- Zenit, edição de 16 de junho de 2009.
- O Vaticano e a Astronomia através dos tempos. Paraná On-line, acessado em 16 de junho de 2009.